# 웨일스 대학교
웨일스 대학교(University of Wales)는 웨일스 카디프에 본부를 둔 여러 대학 및 고등 교육 기관의 집합체 (연합 대학)이었는데 각 대학으로 분리되었다.

## 설립
1920년 연합대학인 웨일스대학교 부설의 6개 교육기관에 속한 스와지유니버시티칼리지로 설립하였다. 당시 89명의 학생으로 개교하였으며 사우스웨일스 지역의 산업과 관련지어 과학과 기술 교육을 중심으로 삼았다.

## 학자금 지원
웨일스대학으로 소속된 대학교는 웨일스 고등교육기금위원회(HEFCW, Higher Education Funding Council for Wales)를 통해 지원받고 있다.

## 역사
1921년 영국 대학으로는 처음으로 여성을 교수로 임명하였다. 1996년 웨일스대학교의 조직 개편에 따라 웨일스스완지대학교로 교명을 변경하였고 웨일스스완지대학교라는 현재의 교명으로 다시 변경하였다. 이와 함께 이전에 웨일스대학교가 관여하던 학사행정과 학위수여도 스완지대학교 명의로 수여하게 되었다. 웨일스를 중심으로 영국 내외의 130개 이상의 대학 및 고등 교육 기관에서 학위를 수여하고있다. 특히 2007년 9월 1일 웨일스대학교가 비(非)연합대학 체제로 바뀌면서 이전에 웨일스대학교에 속했던 대학교들이 모두 독립됨에 따라 분리되어 있다.

### 소속 대학교
웨일스대학교에는 글러모건 대학교, 뱅고어 대학교, 스완지 대학교, 에버리스트위스 대학교, 카디프 대학교, 카디프 메트로폴리탄 대학교 등이 있다.

## 같이 보기
- 글러모건 대학교
- 뱅고어 대학교
- 스완지 대학교
- 에버리스트위스 대학교
- 카디프 대학교
- 카디프 메트로폴리탄 대학교